# Pilar Arrese
Pilar Alicia Arrese (Ciudad de Buenos Aires, ca. 1973) es una guitarrista, feminista y activista de derechos humanos y LGBT+ argentina, representante destacada de la música punk argentina, especialmente por medio de sus bandas She-Devils y Kumbia Queers. 

## Biografía

### Años iniciales
Pilar Alicia Arrese nació en la Ciudad de Buenos Aires cerca de 1973. Se crío en Belgrano, un barrio que siempre detestó y al que define como "un barrio clase media alta con aspiraciones oligarcas" en el que no encajaba en el “ser mujer”.
Le decían “varonera”, tenía muy pocas amigas.
Su encuentro con el mundo de la música estuvo marcado por su apasionamiento con The Cure y su líder Robert Smith, cuando tenía 13 o 14 años, en coincidencia con la primera visita de la banda británica a la Argentina en 1987. De ese primer momento data también su identificación con el punk rock de Siouxsie And The Banshees.
Hacia 1989 descubre el movimiento punk que se venía desarrollando en Argentina desde fines de la década de 1970, dinamizado por las posibilidades de expresión abiertas por la reconquista de la democracia en diciembre de 1984, durante la presidencia de Raúl Alfonsín.
Arrese cuenta que cerca de su casa, en la esquina de Cabildo y Juramento del barrio de Belgrano, existía una galería llamada Churba en donde, luego de instalada la democracia, proliferaron locales hippies y punks, en los que se vendían fanzines. Hacia 1988 Pilar compra dos fanzines; uno de ellos era Resistencia, escrito por Patricia Pietrafesa que según sus propias palabras, le "voló la cabeza".

El descubrimiento de Resistencia me afectó totalmente, mi cabeza me reseteó, mi corazón bombeaba adrenalina, sentí que había un mundo escondido al que yo pertenecía, hasta ese momento nada me había interesado, me parecía todo una mierda, no me importaba el futuro, ¡pero el presente tampoco! Yo estaba disconforme, enojada, malhumorada, odiaba a mis compañeros de escuela; el mundo entero me parecía una cagada a la que no quería aportar, no me gustaba para nada lo que se supone me esperaba.

NO ERA CONSCIENTE QUE MI VIDA, la que empecé a elegir, ESTABA EMPEZANDO AHÍ.
Pilar Arrese

Empezó entonces a ir a los recitales de las bandas punk rock que se mencionaban en los fanzines: Sentimiento Incontrolable, Massacre Palestina, Todos Tus Muertos, Attaque 77, El Lado Salvaje, Loquero, Cross. También empezó a concurrir a la biblioteca anarquista José Ingenieros.

### Años 90
En 1990 comenzó a publicar su propio fanzine anarquista: Hasta morirla. En el primer número entrevistó a Patricia Pietrafesa (Pat) y así se conocieron. Contemporáneamente, en una marcha por contra la impunidad de los crímenes de la última dictadura, vio a Ilse Fuskova bajo la bandera del triángulo rosa y por medio de ella compró los Cuadernos de Existencia Lesbiana que le "rompieron la cabeza y la peluca".
En su búsqueda de identidad se acercó al lesbianismo implícito que exhibía el dúo Sandra Mihanovich y Celeste Carballo, pero no se sintió identificada. Participó también de las primeras Marchas del Orgullo (desde 1992), que la conmovieron, pero conductos como el uso de máscaras la hicieron sentir que ese tampoco era "su lugar", un lugar de mayor diversidad, descontrol y diversión que recién encontraría en Alemania años más tarde.
Comenzó a estudiar guitarra eléctrica con Horacio "Gamexane" Villafañe, integrante de Todos Tus Muertos  y compositor del punk rock.
Buscó desde un comienzo formar bandas de mujeres, como Las Tetas Degeneradas, La Regla, Tumulto Ebrio, Hijas del Misterio y Las Curvettes.
En 1995 formó la banda de punk rock She-Devils, junto con su inspiradora Pat Pietrafesa (quien había integrado durante diez años la emblemática banda punk Cadáveres de Niños/Cadáveres), cantante y bajo, y Lucio "Lula" Adamo en batería. La banda constituye un hito, por su cuestionamiento al machismo imperante en el rock argentino y su postura abierta a la diversidad sexual y de género. En la mayoría de las composiciones de la agrupación se encuentran temas relacionados con el feminismo, derechos LGBT, derechos de los animales, la no violencia. La periodista Romina Zanellato, especializada en investigar el rol de las mujeres en el rock argentino, la define como "la banda legendaria de punk y hardcore feminista".
En 1996 Pilar viajó a Alemania donde se vinculó al activismo LGBT+, la cultura drag y las performances paródicas queer. Al  volver se acercó a algunas agrupaciones LGBT, como Amenaza Lésbica (María Rachid, Verónica García, Verónica Fulco), y asistió al Primer Encuentro Nacional Lésbico, Gay, Travesti, Transexual y Transgénero organizado en Rosario.
Desde entonces profundizó su identificación con las travestis y mujeres trans, antes que con las feministas cis. Junto a Pat tomaron contacto con Lohana Berkins y se comprometieron en la lucha contra los edictos policiales que reprimían a las comunidades LGBT+.
En 1997 los tres integrantes de la banda se fueron a vivir juntos en una casa del barrio Palermo (en la calle Cabrera), y poco después se sumó Carlos “Nekro” Rodríguez, cantante de la banda Fun People.
La convivencia de ambas bandas llevó a que lanzaran su primer trabajo, un EP split conjunto con Fun People, titulado El aborto ilegal asesina mi libertad. El EP se presentó en Cemento, con muy buena asistencia, pero con el inconveniente que una banda de varones intenta boicotear la actividad.
Reaccionando al nivel de violencia y abuso que se producía en las recitales con asistencia masiva de varones, un festival de música y arte solo para mujeres que llamaron Belladona, con el objetivo de «romper con la misoginia y el sexismo no sólo en la música sino en todas las formas de expresión.» Las ediciones de Belladona se realizaron hasta mediados de la década de los 2000, vinculadas al activismo de la Asociación de Travestis Argentinas.
En 1997 la banda decidió fundar su propio sello llamado Grrr! Records. En l998 Pilar comenzó a publicar el fanzine Drag! (1998-2000), primer fanzine queer de la Argentina. "En sus imágenes de drag kings, lesbianas butch/femme, citas a Lohana Berkins, Kate Bornstein y otras activistas trans, se preguntaba por el género como un lugar de afirmación erótica, así como también a las alianzas minoritarias que congregaron a travestis y punks durante el conflicto con los vecinos por las zonas rojas de Palermo durante aquella época".

### Después de 2000

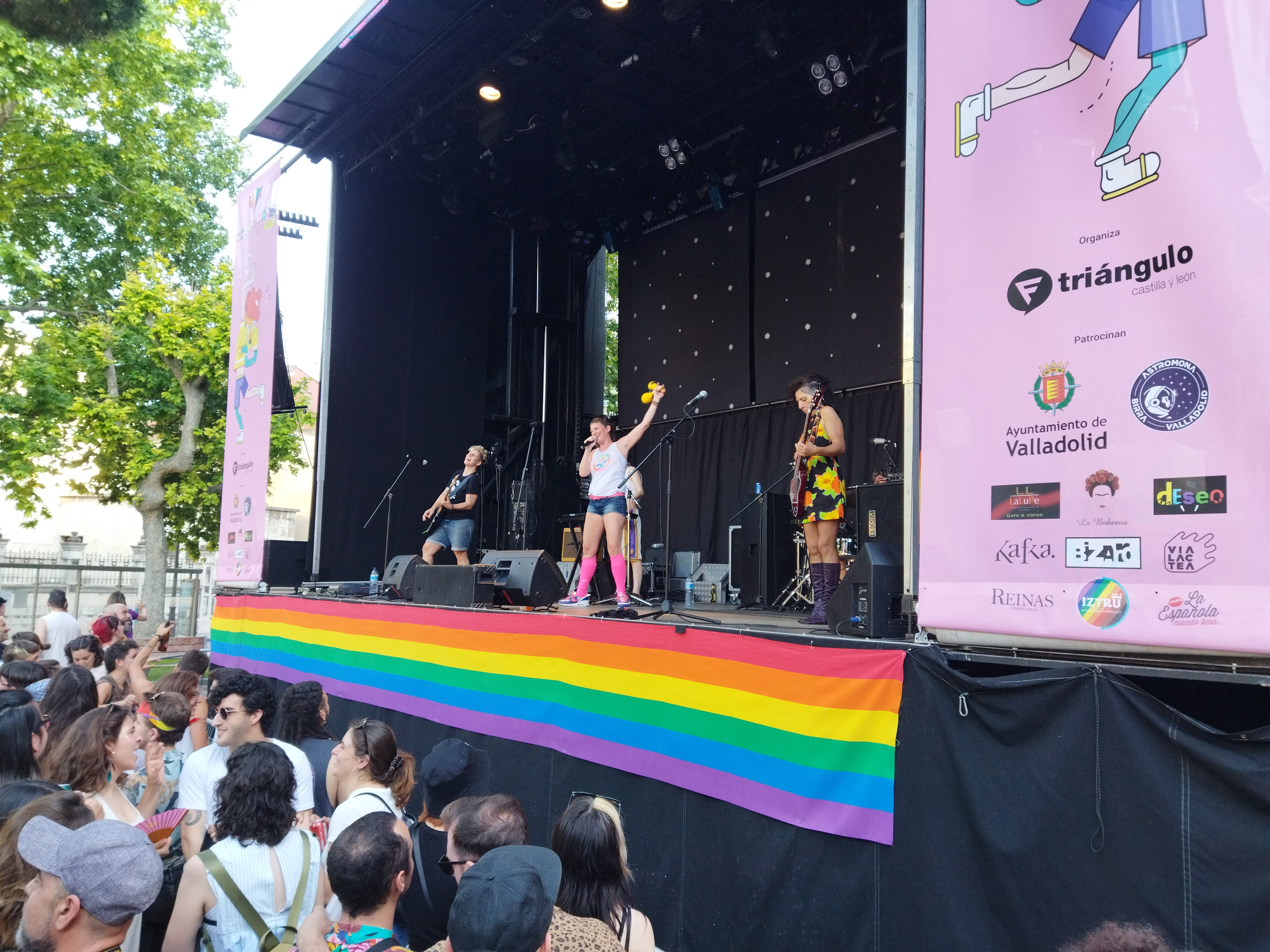
Pilar Arrese, a la izquierda, junto a Kumbia Queers en el festival Zorrilla's Fest de Valladolid

En 2001 las She Devils se vincularon con Cristian Aldana de El Otro Yo como productor de su primer álbum de estudio, La piel dura.
En 2002 She Devils financió la compilación de los recitales de los festivales Belladona, realizando el primer disco compilado argentino de grupos de mujeres, grabado, producido, diseñado y mezclado por mujeres. El Compilado Belladona salió justo después de la crisis de diciembre de 2001, y tocaron catorce bandas, con la prioridad de lograr un registro con buen sonido.
En 2004, Inés Laurencena, que venía de la banda Del Funicular (2002-2004) reemplazó a Lucio Adamo en batería. 
En 2007 La banda dejó de tocar durante algunos años. Por entonces las tres músicas eran muy críticas de la violencia en las recitales del punk y quedaron impresionadas con el estilo festivo de la cumbia que llevó al festival Belladona 2007, la cantante mexicana Ali Gua Gua. Las cuatro decidieron formaron una banda que fusionara el punk con la cumbia y la llamaron Kumbia Queers, que tuvo una muy buena recepción en el público, tanto en América Latina como en Europa, en los años siguientes.
Desde 2009 Pilar vive con Inés Laurencena, en una isla del Delta del Tigre y tienen juntas una hija.

## Obra musical
- El Aborto Ilegal Asesina Mi Libertad, con Fun People y She Devils, Ugly Records, 1997
- Ninguna Línea Recta, Ningún Camino Fácil, con She Devils, GRRR!!! Records, 2003
- She Devils Vs Brainerds, con She Devils, Rastrillo Records, 2004
- Shake It!, con Las Curvettes, 2005
- Horario Invertido, con She Devils, GRRR!!! Records, 2007
- Kumbia Nena!, con Kumbia Queers, 2007
- La Gran Estafa Del Tropipunk, con Kumbia Queers, 2010
- Whiskey, Girls And Pasta, varios artistas, Música Para Locos Records, 2010
- Pecados Tropicales, con Kumbia Queers, 2012
- Canta y no llores, con Kumbia Queers, 2015
- 2019: La oscuridad bailable, con Kumbia Queers, 2019